# Vermogen (bedrijfseconomie)
Onder het vermogen van een onderneming wordt verstaan de waarde van het totaal aan activa dat in de onderneming is geïnvesteerd zoals gebouwen, machines, inventaris, voorraden handelsgoederen, vervoermiddelen, kas- en bankgeld. Deze zogenaamde vermogenscomponenten of -bestanddelen worden opgenomen aan de actiefzijde van de balans, al dan niet in gecomprimeerde vorm. Aan de passiefzijde staan de zogenaamde geldbronnen die aangeven hoe de investeringen zijn gefinancierd. Naast financiering met eigen vermogen is meestal ook een gedeelte met vreemd vermogen gefinancierd.
De waarde die wordt toegekend aan activa, in het bijzonder aan die activa welke met een zekere regelmaat moeten worden vervangen zoals handelsgoederen, kan men binnen bepaalde grenzen zelf bepalen en hangt daarom af van het systeem van waardering dat men boekhoudkundig heeft gekozen. Dat is niet altijd gelijk aan de historische kostprijs. Het is voor de continuïteit van een onderneming van groot belang dat het oorspronkelijke vermogen in stand blijft en niet wordt aangetast door bijvoorbeeld inflatie (prijsstijgingen) Daarom vindt waardering veelal plaats op basis van een vervangingswaardesysteem.
De vraag naar de meest optimale vermogensamenstelling is voor een onderneming een voortdurend probleem dat wel bekendstaat als het investeringsprobleem. Aangezien investeringen betrekking hebben op de toekomst en in de loop van een aantal jaren moeten worden terugverdiend, houden deze altijd een zeker risico in. Bovendien speelt de vraag hoe een investering het beste gefinancierd kan worden. Is er eigen vermogen is de vraag hoe dit het beste belegd kan worden.

## Beheer
Voor een goede bedrijfsvoering is van belang dat er een voortdurende bewaking is van enerzijds de kapitaalstructuur en anderzijds de vermogensstructuur. Bij grotere bedrijven is het de treasurer die zich hiermee bezighoudt, Een treasurer is een boekhoudkundig specialist op het gebied van geldstromen die leiding geeft aan de boekhouding, het contact onderhoudt met financiële dienstverleners en belast is met het valutabeheer en het beheer van de liquide middelen. De doelstellingen van het financieel beheer worden vastgelegd in een treasury statuut. Over het algemeen is de doelstelling het maximaal beschikbaar hebben en houden van de financiële middelen in een bedrijf tegen acceptabele risico's en zo laag mogelijke kosten. Zo kan een bedrijf economisch gezond blijven en groeien. 